# Liste der Biografien/Elz
Liste der Biografien |
Portal Biografien |
Personensuche
# |
A |
B |
C |
D |
E |
F |
G |
H |
I |
J |
K |
L |
M |
N |
O |
P |
Q |
R |
S |
T |
U |
V |
W |
X |
Y |
Z |
?
 
Ea |
Eb |
Ec |
Ed |
Ee |
Ef |
Eg |
Eh |
Ei |
Ej |
Ek |
El |
Em |
En |
Eo |
Ep |
Eq |
Er |
Es |
Et |
Eu |
Ev |
Ew |
Ex |
Ey |
Ez
 
Ela |
Elb |
Elc |
Eld |
Ele |
Elf |
Elg |
Elh |
Eli |
Elj |
Elk |
Ell |
Elm |
Eln |
Elo |
Elp |
Elr |
Els |
Elt |
Elu |
Elv |
Elw |
Ely |
Elz
Die Liste der Biografien führt alle Personen auf, die in der deutschsprachigen Wikipedia einen Artikel haben. Dieses ist eine Teilliste mit 34 Einträgen von Personen, deren Namen mit den Buchstaben „Elz“ beginnt.

## Elz
- Elz, Friedrich (1848–1915), deutscher Theologe und Abgeordneter
- Elz, Wolfgang (* 1956), deutscher Historiker

### Elza
- El’Zabar, Kahil (* 1953), amerikanischer Jazz-Schlagzeuger und Komponist
- Elżanowski, Andrzej (* 1950), polnischer Ornithologe und Paläontologe

### Elze
- Elze, Carl-Christian (* 1974), deutscher Schriftsteller
- Elze, Curt (1885–1972), deutscher Anatom, Hochschullehrer und Rektor der Universität Rostock
- Elze, Eckhard Bodo (* 1951), deutscher Kommunalpolitiker
- Elze, Friedrich Karl (1821–1889), deutscher Anglist und Shakespeareforscher
- Elze, Fritz (* 1897), deutscher Jurist und Landrat
- Elze, Jupp (1939–1968), deutscher Boxer
- Elze, Karl (1932–2001), deutscher Veterinärmediziner
- Elze, Ludwig Theodor (1823–1900), deutscher evangelischer Geistlicher, Kirchenhistoriker und Slawist
- Elze, Martin (1927–2023), deutscher evangelischer Kirchenhistoriker
- Elze, Rainer (* 1956), deutscher Informatiker und Politiker (SPD), Staatssekretär (Sachsen-Anhalt)
- Elze, Reinhard (1922–2000), deutscher Historiker
- Elze, Walter (1891–1979), deutscher Historiker
- Elze, Walter (* 1910), deutscher Fußballspieler
- Elzemann, Heinz (* 1933), deutscher Fußballspieler
- Elzen, Guillaume van den (1913–2000), niederländischer Ordensgeistlicher, römisch-katholischer Bischof von Doruma-Dungu
- Elzen, Laura van den (* 1997), niederländische Musikerin und SongwriterinLaura van den Elzen (* 1997)

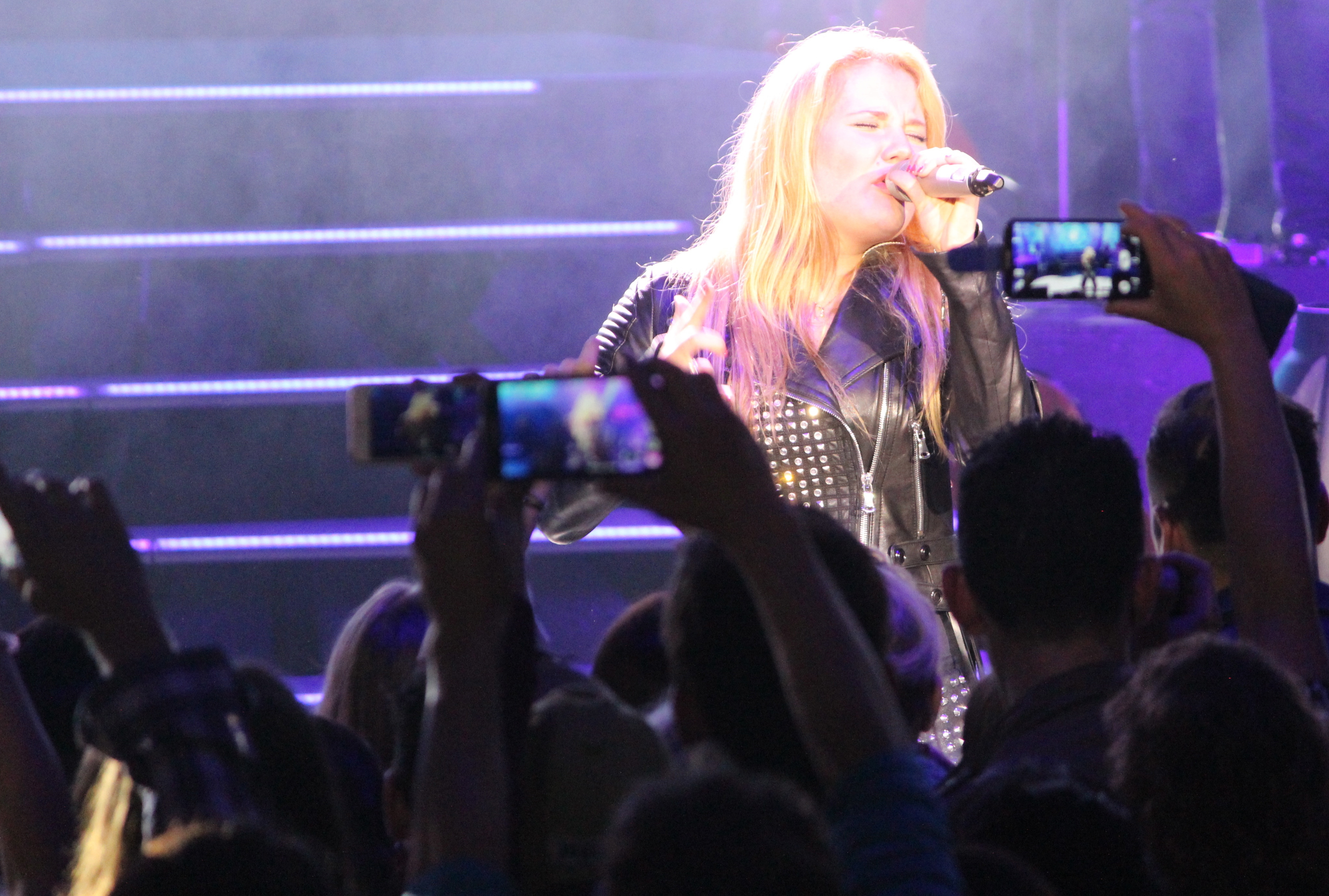
Laura van den Elzen (* 1997)

- Elzen, Renate van den (* 1947), österreichische Ornithologin, Kuratorin und Naturschützerin
- Elzer, Hans-Michael (1916–1982), deutscher Philosoph und Erziehungswissenschaftler
- Elzer, Karl (1881–1938), deutscher Schauspieler
- Elzer, Margarete (1889–1966), deutsche Verfasserin von Unterhaltungsromanen
- Elzer, Viktor (1887–1963), deutscher Politiker (GB/BHE), MdL
- Elzey, Arnold (1816–1871), General der Konföderierten im Amerikanischen Bürgerkrieg
- Elzey, Paul (1946–1989), US-amerikanischer Footballspieler

### Elzh
- Elzhi, US-amerikanischer Rapper

### Elzi
- Elzie, Patrick (* 1960), deutscher Basketballtrainer
- Elzinga, Dean, US-amerikanischer Opernsänger
- Elzingre, Edouard (1880–1966), Schweizer Illustrator, Grafiker, Plakatkünstler und Maler

### Elzn
- Elzner, Heinz (1928–2019), deutscher Fußballspieler und Fußballtrainer

### Elzo
- Elzow, Albrecht († 1698), deutscher Heraldiker und Genealoge

### Elzy
- Elzy, Ruby (1908–1943), US-amerikanische Sängerin